# Angela Sidney
 (mai 2023).
La mise en forme du texte ne suit pas les recommandations de Wikipédia : il faut le « wikifier ».
Les points d'amélioration suivants sont les cas les plus fréquents. Le détail des points à revoir est peut-être précisé sur la page de discussion.
- Les titres sont pré-formatés par le logiciel. Ils ne sont ni en capitales, ni en gras.
- Le texte ne doit pas être écrit en capitales (les noms de famille non plus), ni en gras, ni en italique, ni en « petit »…
- Le gras n'est utilisé que pour surligner le titre de l'article dans l'introduction, une seule fois.
- L'italique est rarement utilisé : mots en langue étrangère, titres d'œuvres, noms de bateaux, etc.
- Les citations ne sont pas en italique mais en corps de texte normal. Elles sont entourées par des guillemets français : « et ».
- Les listes à puces sont à éviter, des paragraphes rédigés étant largement préférés. Les tableaux sont à réserver à la présentation de données structurées (résultats, etc.).
- Les appels de note de bas de page (petits chiffres en exposant, introduits par l'outil «  Source ») sont à placer entre la fin de phrase et le point final[comme ça].
- Les liens internes (vers d'autres articles de Wikipédia) sont à choisir avec parcimonie. Créez des liens vers des articles approfondissant le sujet. Les termes génériques sans rapport avec le sujet sont à éviter, ainsi que les répétitions de liens vers un même terme.
- Les liens externes sont à placer uniquement dans une section « Liens externes », à la fin de l'article. Ces liens sont à choisir avec parcimonie suivant les règles définies. Si un lien sert de source à l'article, son insertion dans le texte est à faire par les notes de bas de page.
- La présentation des références doit suivre les conventions bibliographiques. Il est recommandé d'utiliser les modèles {{Ouvrage}}, {{Chapitre}}, {{Article}}, {{Lien web}} et/ou {{Bibliographie}}. Le mode d'édition visuel peut mettre en forme automatiquement les références.
- Insérer une infobox (cadre d'informations à droite) n'est pas obligatoire pour parachever la mise en page.

Pour une aide détaillée, merci de consulter Aide:Wikification.
Si vous pensez que ces points ont été résolus, vous pouvez retirer ce bandeau et améliorer la mise en forme d'un autre article.
Angela Sidney, née le 4 janvier 1902 et morte le 17 juillet 1991, est une conteuse tagish. Elle est co-autrice de deux récits de légendes traditionnelles tagish et d'un document historique sur les noms de lieux tagish pour le sud du Yukon. Pour ses contributions linguistiques et ethnographiques, Sidney est décorée de l'Ordre du Canada,, devenant ainsi la première femme autochtone du Yukon à recevoir cette distinction.
"Eh bien, je n'ai pas d'argent à léguer à mes petits-enfants. Mes histoires sont ma richesse !" 

## Biographie
Sidney est née près de Carcross en 1902. Elle reçoit deux noms à la naissance, Ch'óonehte' Ma (en tagish), Stóow (en tlingit), et un troisième, Angela, par son parrain, lorsqu'elle a deux semaines.
Sa mère, Maria John (ou Maria Tagish) (née vers 1871), est d'ascendance du clan Tlingit Deisheetaan (Corbeau). Son père, Tagish John (né vers 1856), est Tagish Dakhl'awedi,. Maria reste fragile après que des épidémies aient tué les quatre premiers enfants de la famille. Un frère, Johnny Johns, et une sœur, Alice Dora, sont les frères et sœurs de Sidney de la deuxième famille du couple. Parce que sa mère ne va pas bien, Sidney, la fille aînée, passe une grande partie de son temps à aider sa mère et à écouter ses histoires. Cependant, Sidney est scolarisée avant l'âge de dix ans à l'école de la mission anglicane de Carcross.
Les cousins de son père, Skookum Jim, Kate Carmack et Dawson Charlie, sont connus pour avoir découvert de l’or, ce qui conduit à la Ruée vers l'or du Klondike en 1896.
À 14 ans, Sidney épouse George Sidney (vers 1888 - 1971). Ils ont sept enfants, dont quatre meurent jeunes. George travaille de façon saisonnière pour le chemin de fer White Pass and Yukon Route, il devient plus tard chef à Carcross.
Sidney aime écouter les histoires de ses parents et celles de sa famille. Pour s'assurer que les danses, la langue, les histoires et les traditions de son peuple soient conservées pour les générations futures, Sidney commence à enseigner les traditions tagish aux écoliers. Elle aide les linguistes Victor Golla, Jeff Leer et John Ritter et les anthropologues Catharine McClellan et Julie Cruikshank dans leurs recherches sur la langue et les traditions tagish pour s'assurer que la langue tagish ne serait pas perdue. En enseignant le métier de conteur à sa nièce, Louise Profeit-LeBlanc, Sidney souligne la nécessité d'être conscient des besoins de l'auditoire, de faire précéder le récit d'une prière et de demander pardon avant de s'offenser.
Sydney est décédée en 1991. Elle laisse une fille, Ida Calmegane.

## Récompenses et honneurs
- 1986, Membre de l'Ordre du Canada[10]
- Sidney a inspiré le développement du Yukon International Storytelling Festival, créé en 1988, lorsque d'autres conteurs ont appris que Sidney devait se rendre à Toronto en 1984 pour participer à un festival de contes[11].

## Histoires sélectionnées
- Getting married[2]
- The stolen woman[2]
- How people got flint[5]
- The old woman under the world[5]
- Moldy head[5]
- Fox helper[5]
- Wolf story[5]
- Potlatch story[5]